# Totò, Peppino et les Fanatiques
Pour plus de détails, voir Fiche technique et Distribution.
Totò, Peppino et les Fanatiques (Totò, Peppino e le fanatiche) est un film italien réalisé par Mario Mattoli et sorti en 1958.

## Synopsis
Antonio Vignanelli et Peppino Caprioli racontent au directeur de l'asile de fous les manies des membres de leurs familles qui les ont conduits à l'exaspération, puis à la folie :
- première manie : le week-end
- deuxième manie : l'électroménager
- troisième manie : les hobbies
- quatrième manie : les maggiorate
- cinquième manie : le spectacle de bienfaisance

Après les avoir écoutés, le directeur de l'asile décide de les relâcher, mais d'interner à leur place les membres de leurs familles atteints de ces manies.

## Fiche technique
- Titre original : Totò, Peppino e le fanatiche
- Titre français : Totò, Peppino et les Fanatiques[1]
- Réalisation : Mario Mattoli
- Scénario :  Agenore Incrocci, Ruggero Maccari, Furio Scarpelli et Steno
- Photographie :  Anchise Brizzi
- Musique :  Michele Cozzoli
- Production : Isidoro Broggi et Renato Libassi
- Sociétés de production : Cine Produzione Astoria, D.D.L.
- Société de distribution : Cinedistribuzione Astoria (Italie), Movietime (international)
- Pays d'origine :  Italie
- Langue : italien
- Format : Noir et blanc — 35 mm — 1,37:1 — Son mono
- Genre : Comédie
- Durée : 90 minutes (1 h 30)
- Dates de sortie :
  - Italie : 22 août 1958
  - France : 17 juillet 1959[1]

## Distribution
- Totò : Antonio Vignanelli
- Peppino De Filippo : Peppino Caprioli
- Johnny Dorelli : Carlo Caprioli
- Alessandra Panaro : la fille de Vignanelli
- Mario Riva : le patron de Caprioli
- Aroldo Tieri : le directeur de l'hôpital psychiatrique
- Diana Dei : la femme du patron de Caprioli
- Peppino De Martino (it) : Giovanni
- Rosalia Maggio : Anita
- Giacomo Furia : le cousin de Giovanni
- Fanfulla : Giacinti
- Elena Borgo (it) : Ada
- Enzo Garinei : le journaliste
- Renato Carosone : lui-même
- Virna Lisi : une jeune fille
- Edda Ferronao (it) : Brigitte (non créditée)
- Antonio La Raina (it) : l'homme au billet à ordre (non crédité)
- Salvo Libassi (it) : l'homme au béret au spectacle de bienfaisance (non crédité)
- Totò Mignone (it) : le metteur en scène au spectacle de bienfaisance (non crédité)
- Alberto Plebani (it) : le fou aux cheveux blancs (non crédité)